# Municipio de Bushkill
El municipio de Bushkill  (en inglés: Bushkill Township) es un municipio ubicado en el condado de Northampton en el estado estadounidense de Pensilvania. En el año 2000 tenía una población de 6.982 habitantes y una densidad poblacional de 106 personas por km².

## Geografía
El municipio de Bushkill se encuentra ubicado en las coordenadas 40°44′59″N 75°20′29″O / 40.74972, -75.34139.

## Demografía
Según la Oficina del Censo en 2000 los ingresos medios por hogar en la localidad eran de $63,966 y los ingresos medios por familia eran $67,649. Los hombres tenían unos ingresos medios de $42,097 frente a los $30,275 para las mujeres. La renta per cápita para la localidad era de $23,569. Alrededor del 3,1% de la población estaban por debajo del umbral de pobreza.